# 固定-移动融合联盟
固定-移动融合联盟（英语：Fixed-Mobile Convergence Alliance，简称FMCA）成立于2004年中期，是一个全球性非营利组织，旨在改进固定和移动网络融合的相关产品。FMCA于2006年8月根据纽约法律注册为非营利协会。联盟拥有20家全球领先的电信运营商作为成员，大部分成员为同时拥有固定和移动网络的综合电信运营商。此外，联盟的供应商合作计划让运营商能够与其关联成员（所有为电信供应商）密切协作。

## 成员
联盟由以下六家公司创立：英国电信、日本电信电话（NTT）、罗杰斯通讯集团、巴西电信、韩国电信和瑞士电信。联盟的目标是促进移动与固定电话服务的无缝集成（技术融合）。
成员运营商的客户群体超过8.5亿人，他们与成员供应商合作，加速设备、接入点、家庭网关、漫游以及创新应用等领域的融合产品和服务的开发与普及。

## 标准
为实现目标，FMCA与多家领先的标准开发、规范与认证组织（SDO/Fora）建立了密切关系，包括Wi-Fi联盟、无线宽带联盟、家庭网关计划和3GPP。FMCA积极参与与其产品和服务需求相关的现有及新兴标准的制定。FMCA并不旨在创建标准，而是通过推动产品和设备标准的一致性，加速融合技术的普及应用。

## 解散
FMCA于2010年3月解散，原因据称是其服务缺乏需求。